# Aérosol atmosphérique
Les aérosols atmosphériques sont de fines particules liquides ou solides en suspension dans l'atmosphère qui possèdent une taille pouvant varier d'une fraction de micromètre à plusieurs micromètres.
Ils peuvent être chimiquement modifiés par réaction entre leurs composants, ou entre ces composants et l'air et l'humidité de l'air, ou encore à la suite d'une catalyse photochimique (induite par les ultraviolets solaires). Certains aérosols contribuent à la production de nuages anthropogéniques par nucléation, à la dégradation de la couche d'ozone, mais aussi à la production indésirable d'ozone troposphérique, aux phénomènes de smogs ou encore aux pluies acides. Avec les nuages, qu'ils contribuent donc à créer ou modifier, ils influent fortement sur le climatet ils font partie des éléments dont les conséquences sont les plus difficiles à modéliser dans le cadre des études sur le changement climatique.

## Origines
Les aérosols ont des origines diverses :
- sources primaires : poussières désertiques, embruns marins, tous les processus de combustion (en particulier les feux de forêt), cendres volcaniques ou encore les poussières industrielles ;
- sources secondaires par transformation gaz-particule : sulfates, composés organiques.

Certaines particules sont émises par des processus naturels (érosion des sols, embruns océaniques).
D'autres proviennent d'activités humaines (combustion de la biomasse - feux de cheminée, feux agricoles et feux de jardin -, principale émettrice d'aérosols carbonés en Europe en période hivernale, activité industrielle, centrales thermiques au charbon et incinérateurs anciennes générations principalement, plate-forme de forage pétrolière ou gazière, circulation automobile, trainées d'avion, panaches de cheminées de navires de commerce ou de guerre utilisant du fioul lourd, etc.).

## Durée de vie dans l'air
Ces particules peuvent rester en suspension dans l'atmosphère pour des périodes allant de quelques minutes à quelques jours, ou même plus, selon de leur altitude, de leur composition chimique et selon l'efficacité des mécanismes naturels responsables de leur enlèvement (tels que les précipitations).

## Classifications
Les particules atmosphériques, dont la taille peut varier de quelques nanomètres à quelques micromètres, peuvent être classées en différentes catégories, selon leurs processus de formation ou leurs tailles.

### Selon l'origine (primaire ou secondaire)
Selon leur processus de formation, les particules atmosphériques peuvent être classées en aérosols primaires ou secondaires. Les aérosols primaires sont émis directement dans l'atmosphère sous forme particulaire depuis les sources d'émission. La plupart du temps, ces particules sont d'origine naturelle telle que les embruns marins, les débris volcaniques et également résultant de l'érosion des sols. Tandis que, les aérosols secondaires désignent les particules générées au sein même de l'atmosphère soit par le mode de conversion gaz-particules dû à la condensation des vapeurs d'origine naturelle ou anthropique, soit par l'évolution d'une particule primaire.

### Selon la taille des particules
Une classification, très utilisée, s'appuie sur la distribution granulométrique des particules et donc sur leur diamètre. Ce paramètre est important pour caractériser le pouvoir de pénétration des particules dans l’appareil respiratoire. Comme les particules ont des formes et des densités variées, on ne peut pas aisément leur attribuer un diamètre géométrique et il faut se baser sur le concept de la forme sphérique équivalente. Le diamètre aérodynamique équivalent (dae) des particules, le plus utilisé dans les études environnementales, correspond au diamètre d’une particule sphérique et de densité 1 g/cm3, ayant la même vitesse de chute dans l’air que la particule concernée . C’est la taille des particules qui gouverne leur transport dans l’air, leur élimination de l’atmosphère ainsi que leur déposition dans les voies respiratoires.
Selon leur taille, les particules se répartissent en deux groupes :
- les grosses particules (dae > 2,5 μm), générées par des procédés mécaniques, proviennent de façon naturelle de l'érosion des sols, du pétillement de la mer, des volcans ou sont introduites dans l'atmosphère de façon artificielle lors par exemple de la manipulation des matières premières (tas de minerais) sur les sites industriels ;
- les particules fines (dae < 2,5 μm), sont constituées de particules générées par l'activité industrielle et urbaine mais aussi de particules biogéniques. Cette classe de particules peut être divisée en deux modes: un mode d'accumulation (0,1 < dae < 2,5 μm) et un mode de nucléation (dae < 0,1 μm), qualifiés respectivement de grandes particules et de noyaux d'Aitken (particules ultrafines). Les particules relatives au mode de nucléation proviennent des processus de condensation de vapeurs chaudes dans l'atmosphère. Ces particules représentent la part la plus importante en nombre d'aérosols, mais aussi une masse peu importante en raison de leur petite taille. Quant aux particules du mode d'accumulation, elles proviennent des conversions gaz-particules ainsi que de la croissance des particules précédentes sous l'effet de la coagulation ou la condensation de vapeurs sur les particules existantes. Ce terme de mode d'accumulation est dû au fait que les procédés d'élimination sont les moins efficaces dans cette catégorie de taille d'aérosols, conduisant à l'accumulation des particules. Ces dernières représentent une part substantielle de la masse des particules.

## Élimination des particules
Les particules atmosphériques sont éliminées par voie sèche ou humide. La vitesse d’élimination dépend principalement de leur diamètre aérodynamique et des conditions météorologiques.

### Retombée par voie sèche: dépôts secs
C'est le transport des particules vers des surfaces, en absence de précipitation. Les principaux mécanismes entraînant la déposition des particules sont: la sédimentation, l’impaction et la diffusion brownienne. Le dépôt des particules dépend des caractéristiques atmosphériques (vitesse de vent, humidité, température), de la surface (réactivité chimique et biologique, caractéristique du terrain) et des propriétés physiques des particules (taille, forme, densité),. 
- Les particules ultrafines inférieures à 0,1 μm ont une durée de vie courte, car elles sont rapidement transformées en particules plus grosses. En effet, comme la taille des particules augmente à la suite de la coagulation ou de la condensation, le phénomène de gravitation l'emporte sur le mouvement brownien, amenant les particules à se déposer.
- Les particules ayant une taille comprise entre 0,1 et 2,5 μm, ont une durée de vie dans l’atmosphère de plusieurs jours jusqu’à ce qu’elles soient éliminées par déposition humide ; elles sont en effet faiblement affectées par le mouvement brownien et la sédimentation.
- Les grosses particules (entre 2,5 et 20 μm) se déposent en général par impaction sur une surface. En effet, l'impaction intervient lorsqu'une particule transportée par le vent rencontre un objet et s'y dépose.
- Les particules de taille supérieure à 20 μm vont sédimenter.

### Retombée par voie humide: dépôts humides
Ce sont des dépôts par précipitation sous forme de pluie, brouillard ou neige. On distingue deux phénomènes appelés washout et rainout. Le washout est l’interception des particules atmosphériques par des gouttelettes de pluie et le rainout est la condensation de vapeur d’eau sur les particules entraînant la formation de gouttelettes d’eau qui sont éliminées lors des précipitations.

## Influence sur le climat
Les aérosols tendent à atténuer le réchauffement climatique par un effet d’ombrage sur le rayonnement solaire : s’ils sont néfastes pour la santé humaine, ils sont le seul élément de l’atmosphère permettant de refroidir le climat. Toutefois, les aérosols ont une très courte durée de vie, au maximum quelques semaines, alors que les gaz à effet de serre peuvent rester dans l’atmosphère jusqu’à plusieurs milliers d’années,. Les aérosols influent aussi sur le climat par la formation des nuages, modifiant leur cycle de vie et les précipitations, et ainsi leur albédo et leur effet de serre : on estime aujourd'hui que ce forçage radiatif est négatif mais on connaît mal son amplitude.
L'impact climatique des aérosols se divise en impacts directs, semi-directs et indirects. L'étude du lien aérosol-climat depuis la fin de la dernière glaciation, il y a environ 12 000 ans, est rendue possible par les enregistrements glaciaires, dans les régions polaires puis, en 2025, au sommet du mont Blanc. L'analyse des glaces du mont Blanc montre une augmentation des concentrations en sel marin et poussières au-dessus de l'Europe de l'Ouest pendant les périodes climatiques froides, due à un renforcement des vents d'ouest et à des émissions de poussières plus importantes provenant probablement du Sahara, ainsi qu'une diminution des concentrations en particules biogéniques, due à une réduction notable de la couverture végétale en Europe,.

## Étude des aérosols en altitude
Des données sur la composition et l'altitude des aérosols atmosphériques étaient le plus souvent obtenues par des « ballons sondes » ou des prélèvements faits par des avions, et peuvent maintenant être obtenues par lidar, depuis le sol ou depuis l'espace grâce à un satellite.